# Aguamiel (postre)
El aguamiel es un postre dulce tradicional del municipio de Ayora en la provincia de Valencia (España), hecho a base de trozos finos y alargados de calabaza que se cuecen con miel, naranja, y corteza de limón. 
Este postre se toma muy frío.